# Ally Maki
Ally Maki (Seattle, 1 de janeiro de 1986) é uma atriz americana.

## Carreira
Maki é conhecida por aparecer no filme de telefilme IGo to Japan (2008), assim como por suas muitas participações em filmes e séries de televisão, como Step Up 3D (2010). De 2009 a 2010, Maki teve um papel recorrente como Dawn na sitcom 10 Things I Hate About You. Ela também teve papéis coadjuvantes nos filmes de comédia e drama The Family Tree (2011) e Geography Club (2013).
Desde 2016, ela tem estrelado como Jess Kato na série de comédia da TBS, Wrecked. Ela também se juntou ao elenco de Marvel's Cloak & Dagger como Mina Hess.

## Filmografia

### Filmes
| Ano  | Título                | Papel                               | Notas          |
| ---- | --------------------- | ----------------------------------- | -------------- |
| 2003 | 80's Ending           |                                     | Curta-metragem |
| 2003 | Rogues                | Choir                               |                |
| 2010 | The Prankster         | Kassandra Yamaguchi                 |                |
| 2011 | Recess Court          | Cassie                              | Curta-metragem |
| 2011 | The Family Tree       | Shauna                              |                |
| 2012 | Beach Bar             | Ireene Saki Zbeitnefski and Merbaby |                |
| 2012 | Music High            | Ally                                |                |
| 2013 | Geography Club        | Min                                 |                |
| 2013 | Amelia's 25th         | Ally                                |                |
| 2019 | Toy Story 4           | Isa Risadinha                       | Voz            |
| 2021 | Home Sweet Home Alone |                                     |                |
| TBA  | 5 Years Apart         |                                     |                |

### Televisão
| Ano           | Título                                  | Papel                     | Notas                                     |
| ------------- | --------------------------------------- | ------------------------- | ----------------------------------------- |
| 2002          | My Wife and Kids                        | Sasha                     | Episódio: "Samba Story"                   |
| 2003          | ER                                      | Missy                     | Episódio: "No Strings Attached"           |
| 2003          | That's So Raven                         | Estudante #2              | Episódio: "Campaign in the Neck"          |
| 2003          | Buffy the Vampire Slayer                | Garota japonesa           | Episódio: "Chosen"                        |
| 2007          | Subs                                    | Alexa Tanaka              | Piloto não vendido da FX                  |
| 2008          | Terminator: The Sarah Connor Chronicles | Estudante                 | Episódio: "Queen's Gambit"                |
| 2008          | Miss Guided                             | Michelle                  | Episódio: "High School Musical"           |
| 2008          | Privileged                              | Breckyn                   | 4 episódios                               |
| 2008          | iCarly: iGo to Japan                    | Kyoko                     | Filme para TV                             |
| 2009          | Bones                                   | Dr. Haru Tanaka           | Episódio: "The Girl in the Mask"          |
| 2009–2010     | 10 Things I Hate About You              | Dawn                      | 16 episódios                              |
| 2009          | Greek                                   | Hot Renaissance fair girl | Episódio: "See You Next Time, Sisters!"   |
| 2010          | The Big Bang Theory                     | Joyce Kim                 | Episódio: "The Staircase Implementation"  |
| 2011          | Workaholics                             | Brenanda                  | Episódio: "We Be Ballin'"                 |
| 2011          | Franklin & Bash                         | Tonia                     | 2 episódios (1 não-creditado)             |
| 2012          | Shake It Up                             | Keiko Ishizuka            | Episódio: "Made in Japan"                 |
| 2012          | Hot in Cleveland                        | Brooke                    | Episódio: "Method Man"                    |
| 2013          | 2 Broke Girls                           | June                      | Episódio: "And the Girlfriend Experience" |
| 2016          | New Girl                                | Kumiko                    | Episódio: "No Girl"                       |
| 2016–presente | Wrecked                                 | Jess                      | Elenco principal; 20 episódios            |
| 2017          | Dear White People                       | Ikumi                     | Episódio: "Chapter V"                     |
| 2018-2019     | Marvel's Cloak & Dagger                 | Mina Hess                 | Recorrente, 8 episódios                   |
| 2020          | The Owl House                           | Viney                     | Recorrente, Episódio: "The First Day"     |

| Ano  | Título             | Papel    | Notas                        |
| ---- | ------------------ | -------- | ---------------------------- |
| 2010 | Crazy/Sexy/Awkward | Rosemary | Episódio: "The Wingwoman"    |
| 2012 | Company Car        | Ally     | Episódio: "He Said She Said" |